# Lago Arenal
Il lago Arenal è un lago artificiale della Costa Rica, situato nel nord-ovest del paese ai piedi del vulcano che porta lo stesso nome, nella provincia di Guanacaste. La diga è stata costruita nel 1974, attualmente copre il 70% del bisogno di corrente elettrica del paese.